# لو فابر
لو فابر (بالإنجليزية: Lo Faber)‏ هو كاتب أغاني أمريكي، ولد في 20 مايو 1966.